# Konkordanzdemokratie
Als Konkordanzdemokratie (lateinisch concordantia ‚Übereinstimmung‘) wird ein Typus der Volksherrschaft bezeichnet, der darauf abzielt, eine möglichst grosse Zahl von Akteuren (Parteien, Verbände, Minderheiten, gesellschaftliche Gruppen) in den politischen Prozess einzubeziehen und Entscheidungen durch Herbeiführung eines Konsenses zu treffen. Insofern ist die Konkordanzdemokratie eine der Konsensdemokratie ähnliche Form, in der die Mehrheitsregel als Entscheidungsmechanismus keine zentrale Rolle im politischen System spielt. Das Gegenmodell zur Konkordanzdemokratie wird als Konkurrenzdemokratie bezeichnet.
Der Begriff Konkordanzdemokratie, der vor allem in Bezug auf das politische System der Schweiz Verwendung findet, wurde Ende der 1960er Jahre als sozialwissenschaftlicher Fachbegriff insbesondere von Gerhard Lehmbruch im Deutschen fruchtbar gemacht; als ähnliche Demokratietheorie durch Arend Lijphart im Englischen die Konsensusdemokratie (engl. consociational democracy).
Reinformen gibt es weder bei der Konkordanzdemokratie noch bei der Konkurrenzdemokratie. In Europa gilt das politische System Luxemburgs als ausgeprägt konkordanzdemokratisch, die Schweiz, die Niederlande, Belgien sowie Österreich (Proporzsystem der Länder, Sozialpartnerschaft) weisen oder wiesen konkordanzdemokratische Züge auf. Auch das politische System Deutschlands gilt als Mischform zwischen Konkordanz- und Konkurrenzdemokratie. Innerhalb Deutschlands gilt Nordrhein-Westfalen als Bundesland mit einer stark konkordanzdemokratischen Tradition.

## Konkordanzdemokratie in der Schweiz

### Geschichtliche Entwicklung
In seiner Studie bezeichnete der einflussreiche Politikwissenschaftler Arend Lijphart die Schweiz als den Prototyp für ein konsensdemokratisches System. Der erste Schritt zu einem System des Konsens und der Konkordanz wurde in der Schweiz mit der Einführung des fakultativen Referendums 1874 vollzogen. Wenngleich sich das Referendum als Treiber des Kompromisses zeigte und einen wichtigen Teil zur Entwicklung der Konkordanz beitrug, kann in dieser Zeit und auch in den darauffolgenden 50 Jahren noch nicht von Konkordanz die Rede sein. Die politische Ordnung in der zweiten Hälfte des 19. Jahrhunderts war von der Hegemonie des Freisinns geprägt. Er besetzte zunächst alle Schlüsselämter, und die Majorzwahl verschaffte ihm das absolute Mehr im Nationalrat. Das Referendum war dennoch ein erstaunlich wirksames Instrument der Konservativen, mit dem sie in diesen Referendumsstürmen grosse Erfolge erzielten. 1882 warfen konservative Protestanten und Katholiken die Schulvogt-Vorlage um. Am 11. Mai 1884 kam es zum vierhöckrigen Kamel, d. h. zu einem Vierfachreferendum gegen den als zentralistisch empfundenen Bund, das zum Scheitern von vier Vorlagen führte. Es war eine direkte Folge des Referendums, dass sich alle referendumsfähigen Gruppen allmählich einen Sitz im Bundesrat verschaffen, zuerst die Katholisch-Konservativen 1891 mit Josef Zemp. Aber auch danach war ein System der Konkordanz noch weit entfernt, da die Regierung noch immer nur aus Bürgerlichen bestand. Da die anderen politischen Kräfte, allen voran die Linken, kaum in die politische Entscheidungsfindung integriert waren, verfochten sie ihre Interessen mit Volksinitiativen und Referenden.
Auf die Bedrohung durch den Aufstieg des Faschismus in Italien und des Nationalsozialismus in Deutschland antwortete die Schweiz mit einem breiten Zusammenschluss in der Mitte. Schon 1929 war der erste Vertreter der Bauern-, Gewerbe- und Bürgerpartei in den Bundesrat aufgenommen worden. Die Sozialdemokraten brachten sich nach der Trennung von den Kommunisten 1920/21 zunehmend in den bürgerlichen Staat ein, vor allem durch die Absage an die Diktatur des Proletariats und das Bekenntnis zur militärischen Landesverteidigung im Parteiprogramm von 1935. Fortan waren die Bürgerlichen keine Klassenfeinde, sondern respektierte politische Kontrahenten. Das bereitete die Wahl des ersten sozialdemokratischen Bundesrates, Ernst Nobs, im Jahr 1943 vor. Indem 1959 den Sozialdemokraten ein zweiter Bundesratssitz gewährt wurde, war die SP vollständig in die Politik integriert und entsprechend ihrer Parteistärke vertreten. Seitdem erfolgt die Zusammensetzung des siebenköpfigen Bundesrates nach der Zauberformel, in der die wichtigsten Parteien nach ihrem damaligen Gewicht im siebenköpfigen Bundesrat vertreten waren: je zwei Sitze erhielten FDP, CVP, und SP, einen die BGB, die Vorgängerin der SVP.
Diese Zeit hatte langfristige Folgen auf die politische Zusammenarbeit in der Bundespolitik. Die Krisenzeit um die Vollmachtenregime machte die Parteien demütig und zeigte ihnen auf, dass weder ein geschlossener Bürgerblock noch ein Mitte-Links-Bündnis dauerhafte Mehrheiten erreichen kann. Diese Einsicht wurde durch den Föderalismus und die direkte Demokratie, die jedem Mehrheitsprojekt grosse Steine in den Weg legen, unterstützt. Im Rahmen der Vernehmlassung wurden zunehmend ebenfalls die grossen Verbände mit einbezogen. Durch das Aushandeln eines Kompromisses sollte verhindert werden, dass mitgliederstarke Organisationen gegen Gesetzesvorlagen das Referendum ergreifen.
Die Zusammensetzung des Bundesrates blieb bis 2003 unverändert. Nachdem die SVP 1999 erstmals mehr Sitze in der Bundesversammlung hatte als die CVP und 2003 gar die grösste Anzahl Sitze in der Bundesversammlung erreicht hatte, waren die Parteien im Bundesrat nicht mehr proportional vertreten. Um dies zu ändern, wurde am 10. Dezember 2003 auf Kosten der CVP, die von den vier im Bundesrat vertretenen Parteien am wenigsten Mandate hatte, ein neues SVP-Mitglied in den Bundesrat gewählt. Seitdem die Grünen in den Nationalratswahlen von 2019 stark zulegten, werden Rufe laut, dass auch ihnen ein Bundesratssitz zustehen sollte.

### Ausprägung
Die Konkordanz der Schweiz ist nicht von ihrer Verfassung aufgetragen, sondern vielmehr während Jahrzehnten langsam durch den in der Schweiz stark ausgeprägten Minderheitenschutz – erkennbar am Referendumsrecht oder am Ständemehr – entstanden respektive als Folge der Referendumsdrohung weiterentwickelt worden.
Wenn die Konkordanz nach Proporz durchgeführt wird, sind alle Parlamentarier, ihre Parteien – und vor allem alle Wähler – anteilsmässig vertreten. Sie können ohne grosse Umwälzungen ihre Arbeit vor und nach den Wahlen fortsetzen. Die Parlamentarier müssen sich nicht in den wie in Konkurrenzsystemen üblichen Koalition-Oppositions-Auftritten laufend abgrenzen. Auch müssen sie nicht nach den Wahlen Koalitionen bilden. Im Parlament bilden sich von Thema zu Thema wechselnde Mehrheiten bzw. verschieden zusammengesetzte Oppositionen. Die politischen Handlungsspielräume der Parteien bzw. ihrer Parlamentsfraktionen und der einzelnen Parlamentarier sind damit grösser als in einer Konkurrenzdemokratie, in der eine konstante Parlamentsmehrheit die Regierung stützen muss. Jede in der Regierung vertretene Fraktion ist im Parlament sowohl Regierungs- als auch Oppositionsfraktion, je nach Thema. Die Stellung des Parlaments gegenüber der Regierung ist stärker als in einer Konkurrenzdemokratie, weil die Regierung sich keiner Mehrheit sicher sein kann, sondern eine Mehrheit je nach Thema wieder neu suchen muss und dabei gelegentlich auch scheitert.
In der schweizerischen Konkordanzdemokratie streben die politischen Akteure danach, möglichst grosse Mehrheiten zu bilden, Minderheiten zu integrieren und möglichst alle politischen Kräfte zu vertreten. Zentrales Kennzeichen der Konkordanzdemokratie ist deshalb das ständige Suchen von Kompromissen. Die stärkste Ausprägung dessen findet sich in der Organisation des Bundesrats, der als Kollegialbehörde die Geschicke lenkt. Die Zusammensetzung des Gremiums folgt der sogenannten Zauberformel, die einen bestimmten Parteienproporz bestimmt. Es ist in der Schweiz ebenfalls auf keiner Ebene möglich, durch einen Misstrauensantrag die Regierung aufzulösen oder einzelne Mitglieder des Amtes zu entheben. Die Zusammensetzung des Bundesgerichts entspricht ebenfalls weitgehend den parlamentarischen Kräfteverhältnissen. Die Bundesversammlung möchte damit erreichen, dass auch die politischen Richtungen verhältnismässig vertreten werden.

### Mögliche Probleme und ihre Lösungen
In der Konkordanzdemokratie der Schweiz kommt es vor, dass nicht mehrheitsfähige Kandidaten unter formaler Wahrung der Konkordanz verhindert werden können, indem die Parlamentsmehrheit anstelle der von der Partei nominierten Kandidaten andere Vertreter der entsprechenden Partei wählt.
Zu einem Eklat kam es 1993, als Christiane Brunner von der SP nominiert wurde, und statt ihrer Francis Matthey gewählt wurde. In der Folge der Wahl kam es zu landesweiten Protesten, insbesondere durch Frauen, so dass Matthey auf die Annahme der Wahl verzichtete. An seiner Stelle wurde Ruth Dreifuss gewählt.
Bei den Bundesratswahlen 2007 wurde Eveline Widmer-Schlumpf anstelle des amtierenden SVP-Bundesrats Blocher als «Sprengkandidatin» durch eine von dem Bündner SP-Nationalrat Andrea Hämmerle geführte Strategie gewählt; sie nahm die Wahl gegen den Willen ihrer Parteiführung und der SVP-Fraktion an. Die SVP schloss in der Folge den bereits wiedergewählten SVP-Bundesrat Samuel Schmid und Widmer-Schlumpf von der Teilnahme an der Fraktion aus und erklärte den «Gang in die Opposition», bis zwei von der Partei nominierte Kandidaten in den Bundesrat gewählt worden seien. Während die SVP-Fraktion selbst und viele Kommentatoren im Ausland dies als Zusammenbruch des Konkordanzsystems werteten, sahen Schweizer Parlamentarier aller übrigen Parteien in der neuen Konstellation die Konkordanz gewahrt und sogar inhaltlich gestärkt.
Auch innerhalb der SVP war der Gang in die Opposition des radikaleren Zürcher und Ostschweizer Flügels nicht unbestritten – die gemässigteren Berner und Bündner Kantonalparteien der SVP hielten zu „ihren“ lokal sehr populären Bundesräten, und die in kantonale Konkordanzsysteme eingebundenen amtierenden Regierungsräte der SVP standen einer radikalen Oppositionspolitik sehr skeptisch gegenüber. In der Folge forderten Ortssektionen eine Wiederaufnahme der amtierenden SVP-Bundesräte in die Fraktion, andere hingegen einen Parteiausschluss. Am 1. Juni 2008 schloss der Zentralvorstand der SVP Schweiz die SVP Graubünden, inklusive der zur Kantonalsektion zugehörigen Bundesrätin Eveline Widmer-Schlumpf, aus. Sie und weitere gemässigtere SVP-Politiker gründeten daraufhin die BDP.
Bei der Bundesratswahl 2008 wurde als Ersatz für den zurückgetretenen Samuel Schmid der langjährige SVP-Präsident Ueli Maurer gewählt, womit die SVP wieder in die Regierung eingebunden und deren Opposition beendet wurde.
Für die Bundesratswahlen 2011, wo u. a. die Frage der Wiederwahl von Eveline Widmer-Schlumpf im Zentrum stand, wurde der Begriff der Konkordanz zum Gegenstand verschiedenster Interpretationen. Da bei den Nationalratswahlen im Herbst 2011 neben der BDP mit den Grünliberalen (GLP) eine weitere Zentrumspartei Einzug in den Nationalrat genommen hatte, reklamierten Vertreter von CVP, BDP und GLP diesen Sitz der BDP als ihren gemeinsamen und forderten, dass die FDP, die bei den Wahlen erheblich an Stimmen eingebüsst hatte, ihren zweiten Bundesratssitz an die SVP abtreten soll, was von SVP und FDP abgelehnt wurde.

## Vergleich mit Konkurrenzdemokratie
Die Unterscheidung zwischen Konkurrenz- und Konkordanzdemokratie untersuchte der Politikwissenschaftler Arend Lijphart in seiner Studie „Patterns of Democracy“. Dabei stellte er je zehn Kriterien auf, welche eine Konkordanz- resp. eine Mehrheitsdemokratie ausmachen. Diese beiden Idealtypen stellte er in seiner weiteren Forschungsarbeit einander gegenüber und fand heraus, dass die Konkordanzdemokratie nicht weniger effizient, aber repräsentativer sei als die Mehrheitsdemokratie. Damit scheint er die Konkordanzdemokratie als der Mehrheitsdemokratie überlegen einzustufen. Ausserdem erwähnenswert ist die Unterscheidung zwischen Konsens und Konkordanz. Die Konsensdemokratie strebe nach Machtteilung, die Konkordanzdemokratie hingegen erfordere sie und schreibe vor, dass hierbei alle wichtigen Gruppen berücksichtigt werden.
Häufig wird der Begriff Konsensdemokratie mit Konkordanzdemokratie gleichgesetzt. Untersucht man die Interaktion der politischen Kräfte, spricht man eher von Konkordanzdemokratie (als Gegenmodell hier die Konkurrenzdemokratie). Wird hingegen der Weg der Meinungsfindung als Unterscheidungsmerkmal gewählt, verwendet man die Begriffe Konsensdemokratie und Mehrheitsdemokratie.